# 래리 세더
래리 시더(Larry Cedar, 1955년 3월 6일 ~ )는 미국의 배우, 성우이다.

## 영화
- 저스티스 리그: 갓 앤 몬스터 (2015년)
- 저스티스 리그 : 아틀란티스의 왕좌 (2015년) - 토마스 커리 목소리 역
- 아틀라스 슈러그드: 파트 3 (2014년)
- 올리버, 스톤드. (2014년) - 크라운 역
- 눈의 여왕2: 트롤의 마법거울 (2014년) - 에릭 목소리 역
- 썸웨어 슬로우 (2013년) - 제리 프랭클린 역
- 우드 유 래더 (2012년)
- 윌로우브룩 (2012년) - 닥터 호로위츠 역
- Alyce Kills (2011) - 해롤드 역
- 미드나잇 선 (2011년) - 디텍티브 긴슬레그 역
- 크레이지 (2010년) - 벤 샌드본 역
- 가져선 안될 비밀 (2007년)
- 내셔널 트레져: 비밀의 책 (2007년)
- 할리우드랜드 (2006년)
- 앤트 불리 (2006년)
- 더 진저데드 맨 (2005년) - 지미 역
- 덕 (2005년)
- 콘스탄틴 (2005년) - 버민 맨 역
- NCIS 시즌2 (2004년) - 제이슨 카플랜 역
- 데드우드 (2004년)
- 파파라치 (2004년)
- 두 남자와 1/2 시즌1 (2003년)
- 주까? 마까! (2002년)
- 마스터 오브 디즈가이즈 (2002년)
- 저스티스 리그: 아틀란티스의 왕좌 (2001년)
- 배트맨 비욘드 - 시리즈 (1999년)
- 본 배드 (1999년)
- 나이트워치 (1998년)
- 라스베가스의 공포와 혐오 (1998년)
- 랜드 오브 프리 (1998년)
- 마주 본 두 자매 (1996년)
- 매리와 팀 (1996년)
- 피노키오 신드롬 (1996년)
- 필라델피아 특명 2 (1993년)
- 작은 악마의 유희 (1992년)
- 보리수와 나타샤 (1992년)
- 베이브 (1992년)
- C.H.U.D. II - 버드 더 추드 (1989년)
- 뜨거운 애정 게임 (1988년)
- FBI 아카데미 (1988년)
- 히든 (1987년)
- 킥스 (1985년)
- 생사의 여객기 (1984년)
- 환상 특급 (1983년)
- 러브 레터 (1983년)
- 더 영 앤 더 레스트리스 (1973년)
- 디즈니랜드 (1954년) - 리조 역